# Wei Guoqing

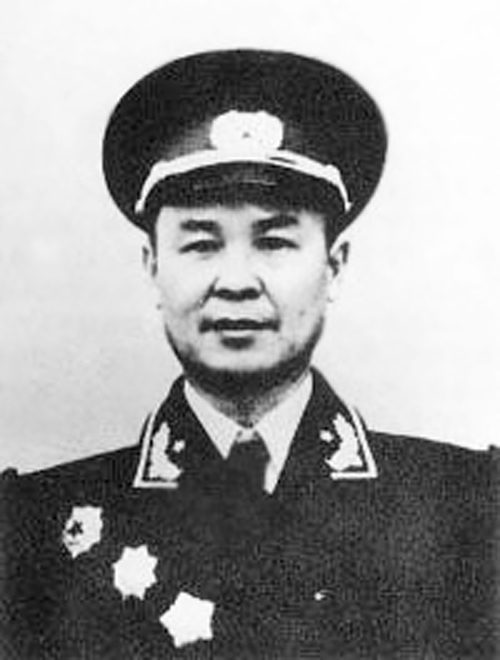
Wei Guoqing

Wei Guoqing (chinesisch 韋國清, Pinyin Wéi Guóqīng; * 2. September 1913; † 14. Juni 1989) war ein chinesischer Offizier im Generalsrang und Funktionär der KP Chinas.

## Laufbahn
Wei Guonqing wurde 1913 in der Provinz Guangxi in eine Familie der Zhuangethnie geboren. Wei Guoqing schloss sich 1929 im Alter von 16 Jahren der Volksbefreiungsarmee an. Zwei Jahre später wurde er Parteimitglied. Während des Langen Marsches stieg er zum Bataillons- und schließlich zum Regimentskommandeur auf. 1944 wurde er Befehlshaber einer Division. Im August 1950 überquerte er als Leiter einer Militärberatermission mit 250 Offizieren die Grenze nach Indochina, um die Viet Minh im Krieg gegen Frankreich zu unterstützen. Nach dem Krieg war Wei Guoqing von 1955 bis 1975 Gouverneur seiner Heimatprovinz. In seine Amtszeit fielen der Große Sprung nach vorn und die Kulturrevolution. Insbesondere letztere verlief in Guangxi besonders barbarisch und atavistisch. Im sogenannten Massaker von Guangxi wurden geschätzt 100.000 bis 150.000 sogenannte Klassenfeinde zum großen Teil in brutaler Weise ermordet. Vereinzelt kam es zu Kannibalismus an den Opfern, obwohl zu dieser Zeit keine Hungersnot herrschte. Wei wurde später vorgeworfen, nicht genügend gegen die Gewalttätigkeiten vorgegangen zu sein. Wei erhielt 25 Jahre nach seinem Tod am 24. Oktober 2024 ein Ehrengrab auf dem Babaoshan-Revolutionärsfriedhof. In den streng zensierten Sozialen Medien Chinas kam es daraufhin zu Protestäußerungen.
1977 bis 1982 war er Mitglied in der Allgemeinen Politischen Abteilung der Volksbefreiungsarmee. Von 1969 bis 1987 war er Mitglied des Politbüros der chinesischen KP.